# الانتخابات العامة السودانية القادمة
من المقرر إجراء الانتخابات العامة في السودان في أواخر عام 2022 كجزء من عملية الانتقال إلى الديمقراطية التي تمت في يوليو وأغسطس 2019. يجب أن تشهد الانتخابات تصويتًا على الرئيس والجمعية الوطنية، أو المؤسسات التمثيلية المماثلة، التي سيتم تحديدها خلال الفترة الانتقالية.

## القيود الدستورية
تحظر المادة 19 من الإعلان الدستوري الصادر في أغسطس 2019 «رئيس وأعضاء مجلس السيادة والوزراء أو حكام المقاطعات أو رؤساء المناطق» من «(الترشح في) الانتخابات العامة» المخطط لها في أواخر عام 2022. تنص المادة 38 (ج) '4' من الإعلان على تعيين رئيس وأعضاء لجنة الانتخابات من قبل مجلس السيادة بالتشاور مع مجلس الوزراء.